# Riviera Maya
Koordinaten: 20° 38′ N, 87° 4′ W

Karte von Riviera Maya (heller Bereich), von Nord nach Süd: Puerto Morelos, Tres Ríos, Playa del Carmen, Xcaret, Paamul, Puerto Aventuras, Xpu-Há, Akumal, Xel-Há, Bahía de Punta Soliman, Tankah, Tulúm, Boca Paila, Punta Allen.

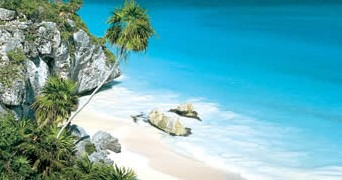
Strand an der Riviera Maya

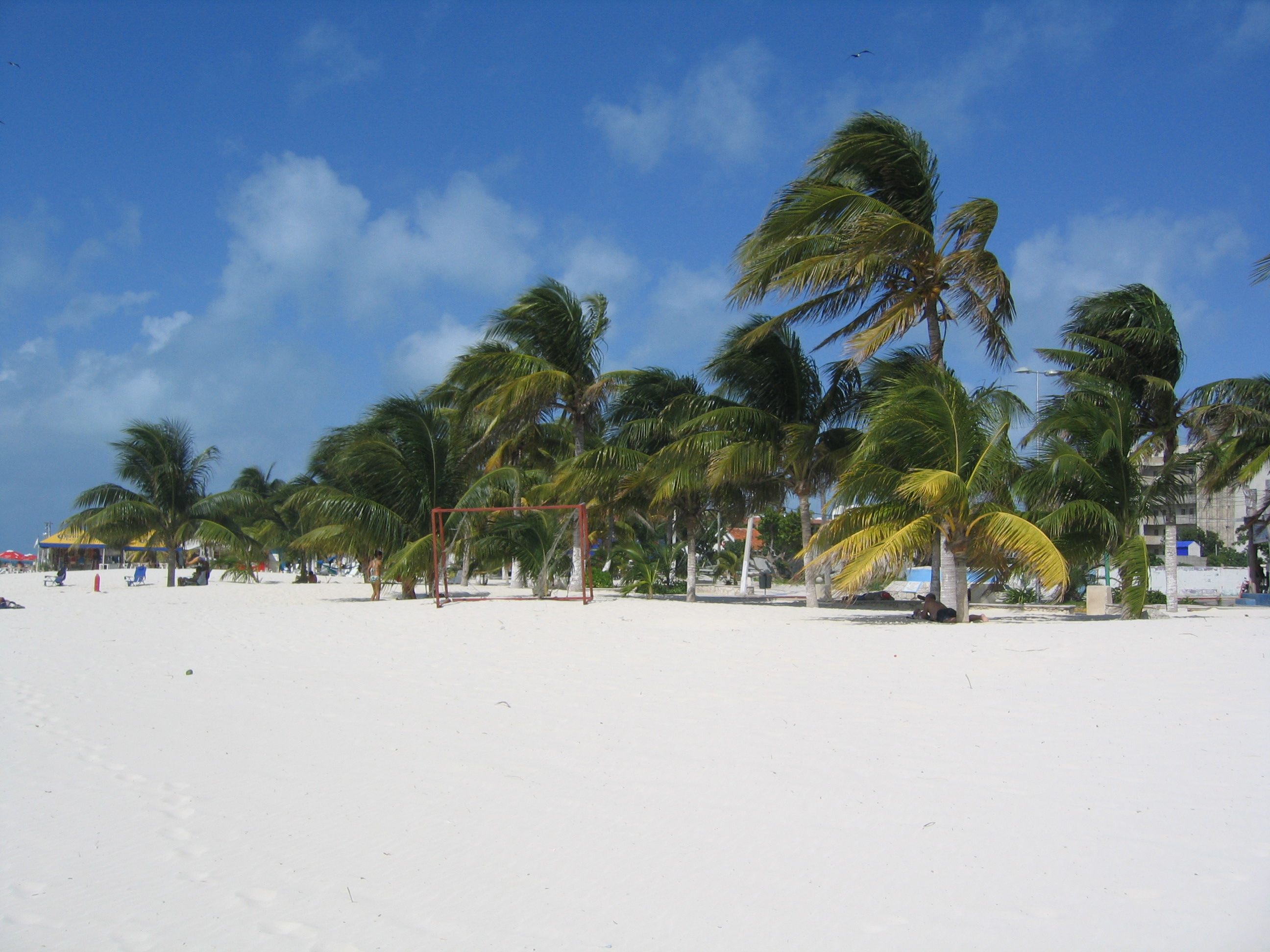
Strand auf der Isla Mujeres

Die Riviera Maya ist eine Urlaubsregion an der Karibikküste im Südosten Mexikos.
Cancún mit mehr als einer halben Million Einwohnern und Playa del Carmen mit mehr als 100.000 Einwohnern sind die wichtigsten Zentren der Region.

## Lage
Das Gebiet befindet sich an der Ostküste der Halbinsel Yucatán im Bundesstaat Quintana Roo und somit in der äußersten nordwestlichen Karibik, nahe dem Übergang zum Golf von Mexiko. Ihr Gebiet erstreckt sich auf einer Länge von circa 150 Kilometern von Cancún im Norden mit der dortigen Hotelzone Zona Hotelera über Playa del Carmen mit der dortigen Hotelzone Playacar bis etwas hinaus über Tulúm im Süden. Die Insel Cozumel wird ebenfalls dazugerechnet.

## Etymologie
Der Name spielt auf die italienische Riviera und französische Riviera als Synonym für eine besonders schöne Küste an. Auch wenn in beiden Abschnitten sehenswerte weiße Sandstrände mit klarem Wasser vorzufinden sind, unterscheidet sich das Hinterland jedoch beträchtlich. Zur weiteren Unterscheidung wurden die Maya, die Ureinwohner der Halbinsel, mit in den Namen aufgenommen.

## Entwicklung
Seit der systematischen Errichtung der Hotelzone in Cancún in den 1970er-Jahren wächst die Riviera Maya bis heute kontinuierlich. In den 1990er-Jahren begann das einstige Fischerdorf Playa del Carmen zu boomen und in letzter Zeit weist auch Tulúm eine ähnliche Entwicklung auf. Mittlerweile existieren in der Region mehrere hundert Touristenhotels aller Kategorien, aller Größen und auch aller Ketten. Mittlerweile befinden sich auch zwischen den Orten – teils sehr abseits gelegen – viele Hotels.

## Geographie
Das Gebiet stellt sich als Ebene ohne irgendwelche natürlichen Erhebungen dar, welche fast vollständig von ca. 4 Meter hohem, dichtem und nicht bewirtschaftetem Wald überzogen ist. Als Besonderheit sind wassergefüllte Einbrüche des Kalksteinuntergrunds, die sogenannten Cenotes, zu nennen.
In der Regenzeit im Juli ist öfters mit kurzen, aber starken Regenschauern und Gewittern zu rechnen, jedoch ist es auch dann noch meist sehr sonnig (circa 30–35 °C tagsüber). 
Die Riviera Maya ist hurrikangefährdet, d. h., es ist zwischen Juni und Dezember mit möglichen Wirbelstürmen zu rechnen. Der Hurrikan Wilma richtete im Oktober 2005 großen Schaden in der Region an. Wilma spülte große Teile der weißen Sandstrände von Cancún weg. Um diese wiederherzustellen, wurden für rund 20 Millionen US-Dollar 2,7 Millionen Kubikmeter Sand herbeigeschafft. Im Oktober 2020 zog der Hurrikan Delta mit seinem Auge genau über den Nordosten der Halbinsel Yucatán hinweg. Am 7. Oktober überquerte der Hurrikan der Kategorie 2 mit 175 Kilometern pro Stunde die Riviera Maya und Quintana Roo. Delta verursachte Überschwemmungen und Zerstörungen in der Landwirtschaft. Wegen der COVID-19-Pandemie hielten sich wenig Touristen in den betroffenen Gebieten auf. Dennoch wurden 40.000 Touristen vorsichtshalber in Sicherheit gebracht.

## Verkehr
Rückgrat bildet für die Region die gut ausgebaute Autostraße Carretara 307, die im Abstand von wenigen Kilometern parallel zur Küste in Nord-Süd-Richtung von der größten Stadt in Quintana Roo, Cancún, bis zur Hauptstadt Chetumal verläuft.
Der öffentliche Personennahverkehr funktioniert durch ein dichtes und preiswertes Omnibus- und Sammeltaxi-Netz in diesem Landesteil sehr gut (zum Beispiel mit einem ADO-Bus Playa del Carmen–Cancún im 10-Minuten-Takt).
Die Riviera Maya ist per Flugzeug gut und meist direkt über den internationalen Flughafen Cancún zu erreichen. Von Mexiko-Stadt aus beträgt die Flugzeit etwa zwei Stunden.
Weiterhin werden insbesondere Playa del Carmen und die Insel Cozumel regelmäßig von Kreuzfahrtschiffen angesteuert.

## Tourismus

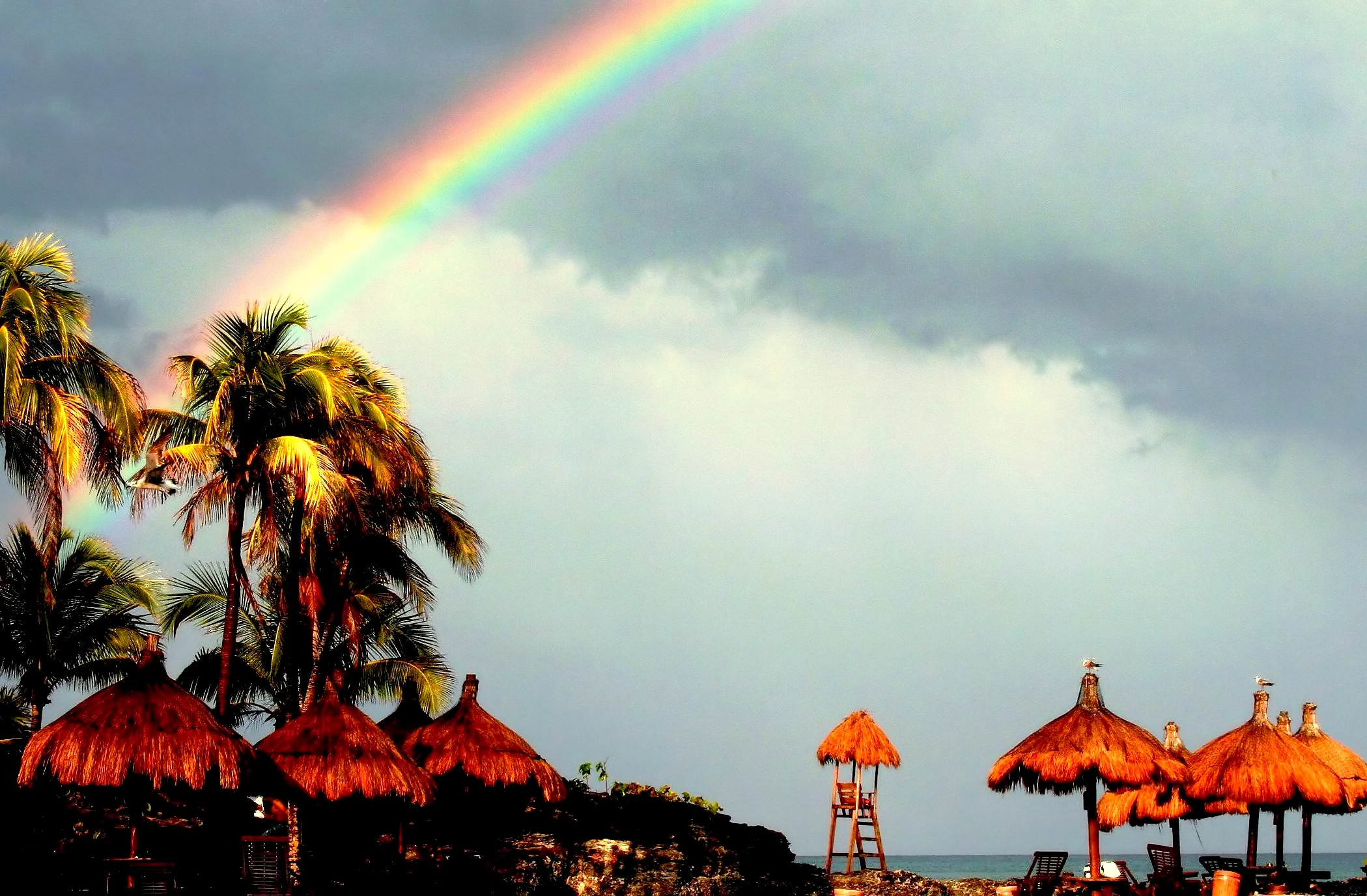
Freizeitpark Xcaret

Touristen finden hier eine gut ausgebaute und auf sie ausgerichtete Infrastruktur vor. In Cancún und Playa del Carmen existieren Einkaufszentren bzw. auch eine Fußgängerzone mit Vertretungen aller möglichen bekannten und weltweit operierenden Markennamen sowie viele Restaurants und Bars. Ergänzt wird dieses Angebot durch Freizeitparks wie z. B. die Parks von Xcaret und Xel-Ha.
Die vorgelagerten Inseln Isla Mujeres und Cozumel sprechen Naturliebhaber an, wie auch der Naturpark Sian Ka'an, der seit 1987 als Biosphärenreservat zum Weltnaturerbe der UNESCO gehört. An vielen Stellen, wie z. B. an der Insel Cozumel, finden sich interessante Orte zum Tauchen. Nahe der Insel Holbox im äußersten Norden ist es möglich, in freier Natur mit Walhaien zu schwimmen.
Jedoch haben die in der Riviera Maya gelegenen großen Städte aufgrund ihres jungen Alters nichts Mexiko-typisches wie einen zentralen Platz (Zócalo) und eine Kathedrale aufzuweisen. Dies weisen erst wieder weiter entfernt liegende Städte wie Mérida oder Valladolid (Yucatán) auf.
Bettler sowie aufdringliche Kaufleute und selbsternannte „Helfer“ sind sehr selten anzutreffen. Läden mit Produktfälschungen – wie in vielen Urlaubsgebieten anzutreffen – existieren hingegen dort nicht.
Die Pauschaltouristen stammen zum weitaus größten Teil aus den Vereinigten Staaten und Kanada sowie Europa. Von den Europäern sind die meisten Deutsche, Briten und Italiener. Zum Spring Break treffen sich viele jugendliche Amerikaner zum Feiern in Cancún.
Während in Cancún die hochhausartigen Hotelbauten dominieren, sind die Hotels im Rest der Region größtenteils flächig mit mehreren kleineren Gebäuden aufgebaut um trotz ihrer hohen Kapazität nicht wuchtig zu wirken.
Alle großen deutschen Reiseveranstalter haben Angebote für diese Region in ihrem Programm.
Im Jahr 2021 wurde ein Bataillon für Touristensicherheit der mexikanischen Streitkräfte für die Riviera Maya gebildet. Dies geschah als Reaktion auf mit dem Drogenkrieg in Mexiko zusammenhängenden Gewaltverbrechen an Urlaubsorten, durch die zwei ausländische Touristen getötet wurden.

## Abbildungen

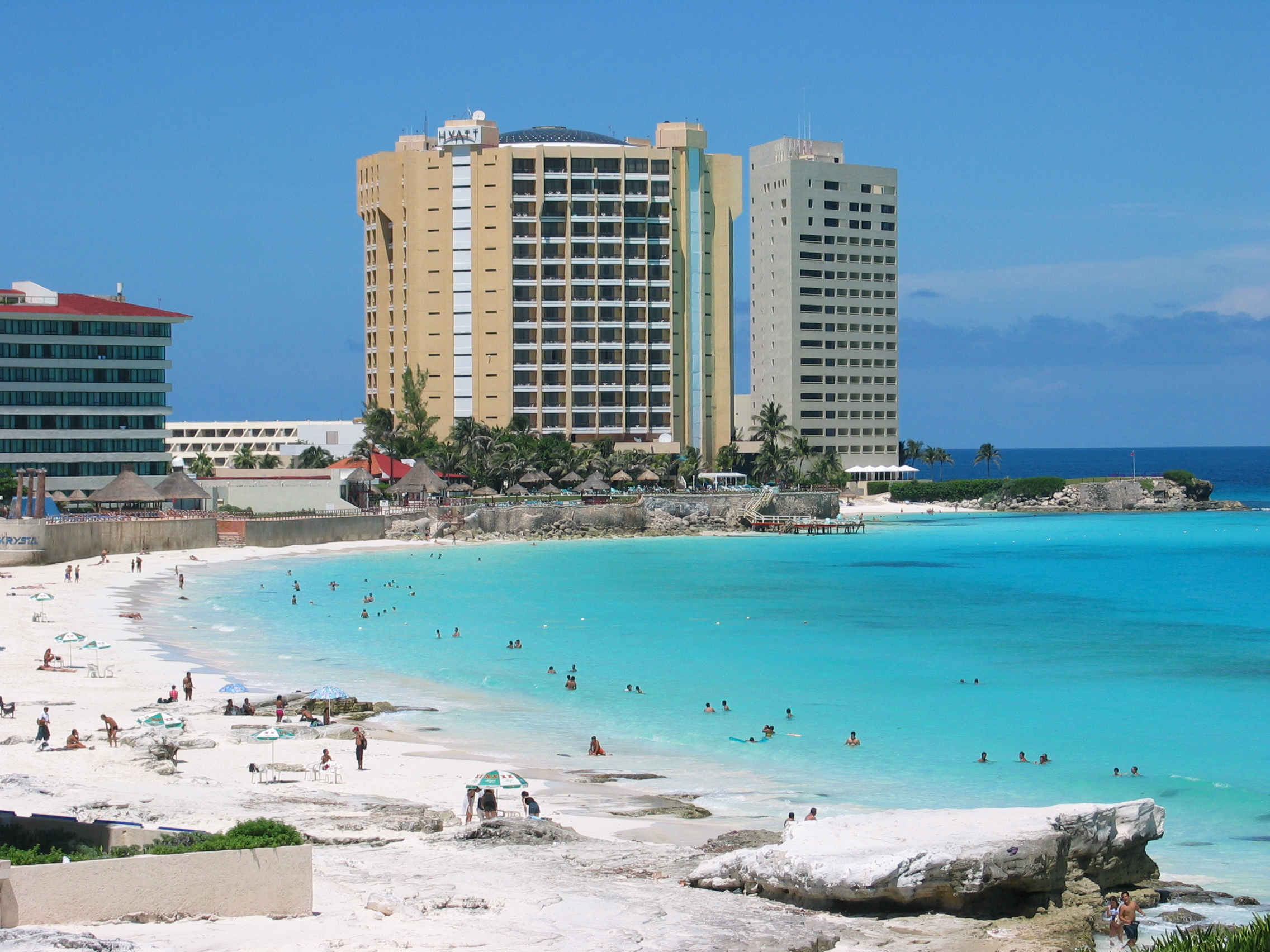
Cancún
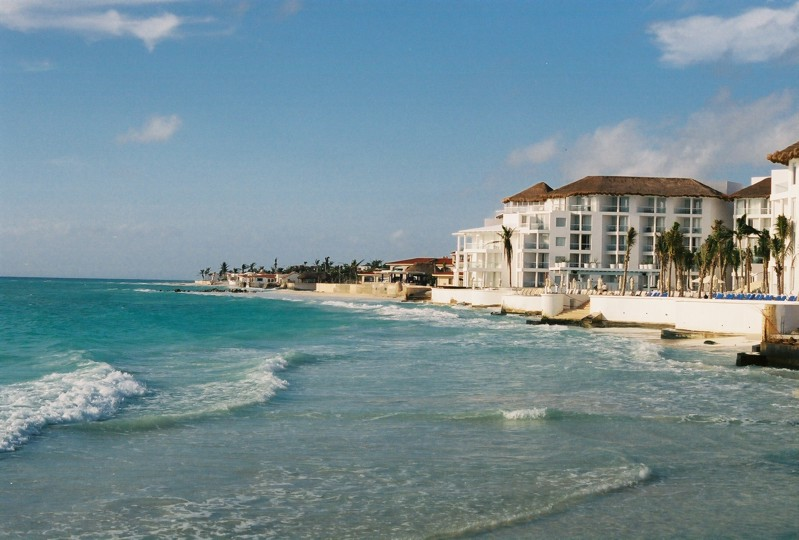
Playa del Carmen
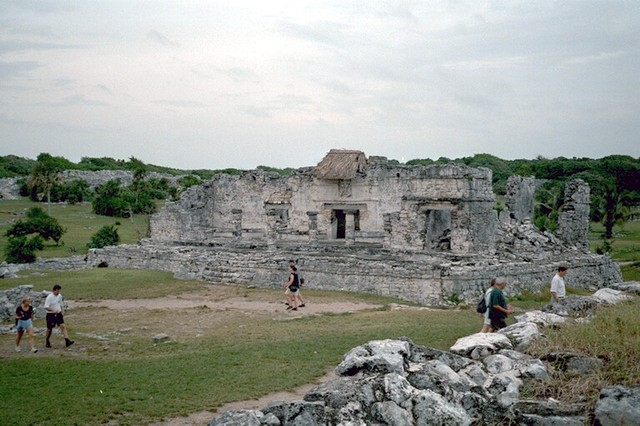
Tempel in Tulúm
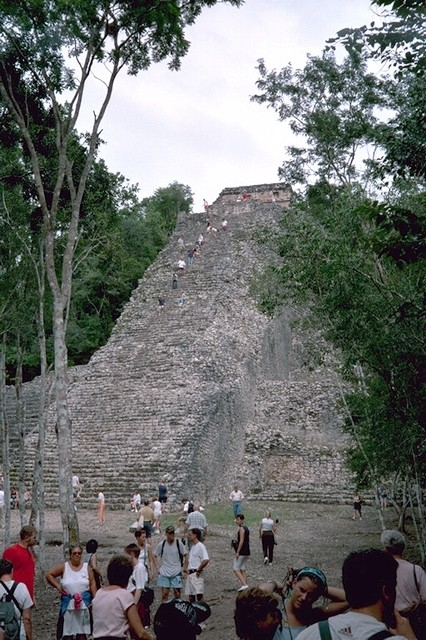
Cobá, Nohoch Mul-Pyramide